# Băieți răi 2
Băieți răi 2 (2003, Bad Boys II) este un film de comedie - acțiune regizat de Michael Bay și produs de Jerry Bruckheimer. În rolurile principale interpretează actorii Martin Lawrence și Will Smith. Este o continuare a filmului din anul 1995 Băieți răi. Filmul prezintă investigațiile a doi detectivi cu privire la o cantitate mare de ecstasy care ajunge pe străzile din Miami.

## Distribuție
- Martin Lawrence - Detectiv Lt. Marcus Miles Burnett
- Will Smith - Detectiv Lt. Michael Eugene 'Mike' Lowrey
- Jordi Mollà - Hector Juan Carlos 'Johnny' Tapia
- Gabrielle Union - DEA Special Agent Sydney 'Syd' Burnett
- Peter Stormare - Alexei
- Theresa Randle - Theresa Burnett
- Joe Pantoliano - Cpt. Conrad Howard
- Otto Sanchez - Carlos
- Jon Seda - Roberto
- Oleg Taktarov - Josef Kuninskavich
- Michael Shannon - Floyd Poteet
- Jason Manuel Olazabal - Detectiv Marco Vargas
- Yul Vazquez - Detectiv Mateo Reyes
- Treva Etienne - 'Icepick'
- Kiko Ellsworth - 'Blondie Dread'
- Timothy Adams - DEA van agent
- Henry Rollins - TNT Leader
- Ivelin Giro - Mike's Police Psychologist
- Dennis Greene - Reggie
- John Salley - Fletcher
- Dan Marino - Propriul rol